# Кулишер, Михаил Игнатьевич
Михаи́л Игна́тьевич Ку́лишер (1847, Софиевка, Волынская губерния — 1919, Петроград) — русский публицист, этнограф, исследователь истории первобытного права.

## Биография
Родился в еврейской семье. Учился в раввинском училище (Житомир), гимназии (Каменец-Подольский), на юридическом факультете Киевского, Одесского и Петербургского университетов (окончил последний); по профессии адвокат.
В конце 1860-х гг. начал журналистскую деятельность в одесской газете «День» и «Санкт-Петербургских ведомостях», редактировал В. Ф. Корша. Позже публиковался в «Новом времени», «Русской правде», «Новостях», «Восходе» И «Новом восходе». В 1879 году вместе с другими основал в Петербурге журнал русских евреев «Рассвет», некоторое время был фактически его редактором.
В 1880 году редактировал одесскую газету «Правда». В 1880—1886 гг. издавал в Киеве одну из лучших провинциальных газет, «Зарю», которую прекратили издавать вследствие столкновения его с номинальным редактором.
В 1908 году на учредительном собрании Еврейского историко-этнографического общества был избран заместителем председателя этой организации.
Похоронен на Преображенском еврейском кладбище Санкт-Петербурга.

### Семья
Дядя — Кулишер, Рувим Моисеевич (1828—1896), российский медик, доктор медицины и публицист.
Сыновья:
- Иосиф (1878—1933/1934), экономист, доктор экономики, профессор Петроградского университета.
- Евгений (1881—1956), юрист и социолог.
- Александр (1890—1942), юрист и социолог.

Сестра — Надежда Израилевна Кулишер-Бунцельман, педагог, автор ряда популярных педагогических брошюр 1920—1930-х гг., жена художника Эммануила Бунцельмана.

## Публицистическая деятельность
С 1876 г. печатал научные статьи в «Слове», «Русской мысли», «Вестнике Европы», Еврейской библиотеке, «Zeitschrift für Ethnographie», «Archiv für Anthropologie», «Zeitschrift für Sprachwissenschaft u. Völkerpsychologie», «Kosmos» и «Globus». Большая часть их посвящена истории семьи, политического строя и собственности. Они обратили на себя внимание Тэйлора и других исследователей истории культуры. Научные статьи также изданы отдельной книгой («Очерки сравнительной этнографии и культуры»).

### Публикации
- Кулишер М. И. Великая французская революция и еврейский вопрос. — Л.: «Сеятель» Е. В. Высоцкого, 1924. — 120 с.
- Кулишер М. И. Миф о ритуальном убийстве у евреев : (Возникновение и развитие его). — М.: типо-лит. т-ва И. Н. Кушнерев и К°, 1901. — 19 с. — (отт. из журн. Русская мысль. — 1901. — № 6).
- Кулишер М. И. Очерки сравнительной этнографии и культуры. — СПб.: тип. И. Н. Скороходова, 1887. — 287 с.
- Кулишер М. И. Развод и положение женщины. — СПб., 1896. — 288 с.
- Кулишер М. Символизм в праве. Вестник Европы, // 1883, № 2. С. 747—772.
- Кулишер М. И. Механические основы передвижения масс // Вестник Европы. 1887. № 8. С. 597—635.